# Angelo De Gubernatis

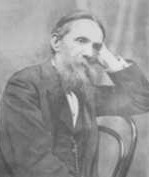
Angelo De Gubernatis

Angelo De Gubernatis (* 7. April 1840 in Turin; † 26. Februar 1913 in Rom) war ein italienischer Orientalist, Literaturhistoriker und Dramatiker aus adliger Familie.

## Leben und Werk
Angelo De Gubernatis betrieb philologische Studien an der Turiner Universität und schrieb seit seinem 17. Lebensjahr Dramen. Die Dramen Pier delle Vigne und Don Rodrigo wurden 1860 in Turin von dem Schauspieler Girolamo Rossi erstmals aufgeführt.
Im November 1862 gab er sein Lehramt am Gymnasium in Chieri zurück und ging mit einem Staatsstipendium nach Berlin. Dort studierte er unter Franz Bopp und Friedrich Weber Sanskrit und Vergleichende Sprachwissenschaft. 1863 wurde er vom damaligen Unterrichtsminister Michele Amari als Professor für Sanskrit und Zendo an das Istituto degli studii superiori in Florenz berufen. Hier wurde er durch persönlichen Verkehr mit dem Anarchisten Michail Alexandrowitsch Bakunin in die Umtriebe der republikanisch-sozialistischen Partei mit hineingezogen, verzichtete, um ganz unabhängig zu sein, noch in demselben Jahr auf seinen Lehrstuhl und heiratete eine Nichte Bakunins. Nach Entfremdung zwischen ihm und Bakunin löste er sich von der Partei und konnte den Lehrstuhl zurückerhalten, den er bis 1891 innehatte. In diesem Jahr wurde er als Professor für Italienische Literatur an die Universität Rom  berufen, wo er bis 1908 zusätzlich auch Sanskrit lehrte. 1886 wurde er zum Mitglied der American Philosophical Society gewählt. 1903 wurde er korrespondierendes Mitglied der Accademia della Crusca in Florenz.
Seine poetische und journalistische Tätigkeit hatte inzwischen nicht geruht. Schon 1862 hatte er die Zeitschrift L’Italia letteraria gegründet, 1867–68 redigierte er die Rivista orientale, 1869 die Rivista contemporanea, 1869–76 die Rivista europea, später das Bollettino italiano degli studi orientali, 1881–82 die Cordelia.

## Werke

### Wissenschaftliche Werke
- I primi venti inni del Rigveda (Text und Übersetzung 1864)
- La vita ed i miracoli del Dio Indra (1866)
- Studi sull’epopea indiana (1868)
- Fonti vediche dell’ epopea (1867)
- Piccola enciclopedia indiana (1868)
- Storia comparata degli usi nuziali (1869)
- Novelline di San Stefano (1869).
- Die Thiere in der indogermanischen Mythologie (Aus dem Englischen übersetzt von M. Hartmann) (Grunow, Leipzig 1874)
- La mythologie des plantes ou les légendes du règne végétal (Paris 1882).

Seinen Ruf als Gelehrter machte er zu einem europäischen mit den weiterhin erschienenen Werken: Zoological mythology (Lond. 1872; deutsch von Hartmann, Leipz. 1873; franz. von Regnaud, Par. 1874, 2 Bde.), einer von einzelnen Irrtümern nicht freien, aber höchst verdienstvollen vergleichenden Darstellung der Tiersage; Storia comparata degli usi natalizi (1872); Storia comparata degli usi funebri (1873); Mitologia vedica (1875); Storia dei viaggiatori italiani nelle Indie orientali (1875); Mythologie des plantes (Par. 1878, 2 Bde.); Matériaux pour servir à l’histoire des langues orientales en Italie (1879); Lettere sopra l’archeologia indiana (1881) und Letture sopra la mitologia comparata (1881). Zu alledem kommen noch umfangreiche biographische und literarhistorische Arbeiten: die Ricordi biografici (1873), lebendig und eingehend geschriebene Biographien italienischer Schriftsteller seiner Zeit enthaltend; das große Dizionario biografico degli scrittori contemporanei (1879–80); die Monographien: Giovanni Prati (1860), Dall’Ongaro (1875), Alessandro Manzoni (1879), Manzoni e Fauriel (1880) und Eustachio Degola (1882); endlich: Manuale di storia della letteratura indiana (1882) und die groß angelegte Storia universale della letteratura (Mail. 1882–85, 18 Bde.).

### Dramatische Werke
- Werner (1859)
- La morte di Catone (1863)
- Il re Nala (1869; die Trilogie über den indischen König Nala ist De Gubernatis’ bekanntestes Werk und wurde mit großem Erfolg in Turin aufgeführt. Friedrich Marx’ deutsche Übersetzung des 2. Teils erschien 1870[4])
- Re Dasarata (1871, von Rossi aufgeführt)
- Maya (1872)
- Romolo (1873)
- Romolo Augustolo, „elegia drammatica“ (1876)
- Savitri (1877)

### Andere
- Gabrielle, Roman, 1866 (erschienen im Feuilleton der Perseveranza)